# Dezamet 027

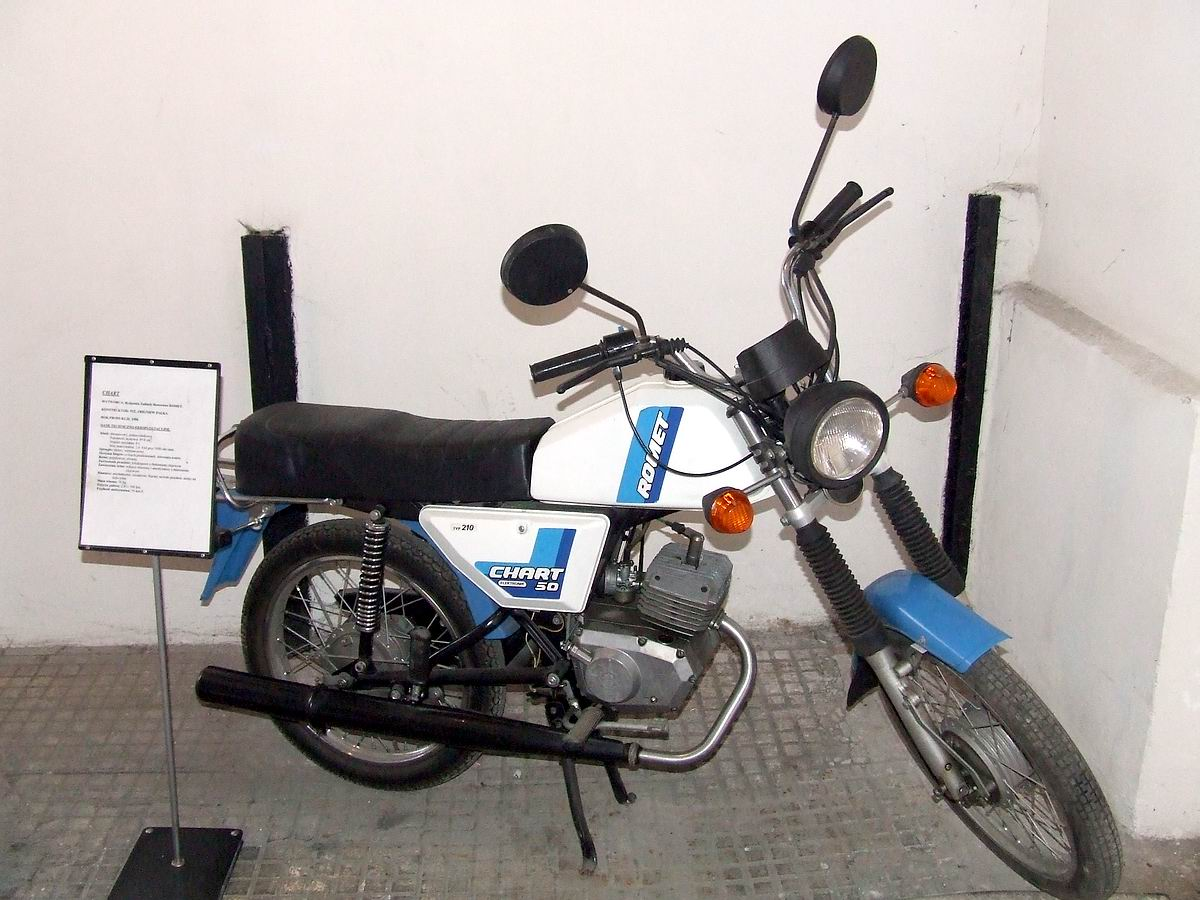
Romet Chart z silnikiem 027

Dezamet 027 – silnik klasy 50  cm³, produkowany przez Zakłady Metalowe Dezamet. Silnik ten produkowany był od 1988 do 1994 roku. Występował w pojazdach takich jak: Romet Chart, oraz Dezamet typ 755 Motorydwan.

## Dane Techniczne
- Silnik - dwusuwowy chłodzony powietrzem
- Typ - 027
- Pojemność skokowa - 49,8 cm³
- Średnica cylindra - 38 mm
- Skok tłoka - 44 mm
- Stopień sprężania - 8,0
- Moc/prędkość obrotowa - 2,06 kW (2,8 KM)/5800 obr./min
- Moment obrotowy 3,5 Nm
- Gaźnik - 14MC lub BING 1/14/206, z przysłoną rozruchową
- Sprzęgło - 3-tarczowe cierne w kąpieli olejowej
- Skrzynia biegów - 3-biegowa z nożną zmianą biegów
- Paliwo - mieszanka etyliny 86 z olejem w stosunku 30:1 (aktualnie zaleca się 1:50)
- Instalacja elektryczna - iskrownik-prądnica typ 105 - 6 V - 25W
- Cewka ładowania 6V - 1,4 A
- Zapłon - bezstykowy, elektroniczny moduł zapłonowy, cewka zapłonowa 6V, punkt zapłonu 2,5mm przed GMP
- Świeca zapłonowa - F-100 (Iskra); Bosch W260
- Masa silnika (bez oleju) - 15 kg